# 未接來電

未接來電標誌

未接來電是呼叫者在接听者接听前有意挂断的电话。这是一种单方消息。
在移动电话用户呼出数量有限的新兴市场中，未接来电得到广泛的使用：因为电话实际未接通，所以运营商并不会向呼叫者收取费用，进而不会影响他们的信用。在某些国家，连续的响一声来电被用来传递特定的信息。在非洲的某些地区，响一声来电被称作beeping，在印尼被称为memancing（钓鱼），在尼日利亚被称为flashing，巴基斯坦称作flashcall，菲律宾称作miskol（miss call的另一种写法）。中国大陆有时把商业化的未接來電称作响一声来电。
在印度，未接來電拥有比较高的知名度。作为一种行销企划，未接來電已经不仅仅是一种通常的通信方式，更作为诱导用户回拨或回信那些含有广告的电话的手段。由于印度的功能机用户比智能手机用户更为常见，所以在宣传方面，不只是未接來電，还有其他的方法。

## 理由和影响
由于收入的问题，预付电话在新兴市场中广受欢迎。预付电话合同所允许的呼出次数是有限的，而未接來電因为没有接通所以不会收费。没有接通的电话不存在语言或文字的交流，所以未接來電还有超语言的优势。印度科泽科德管理学院市场管理教授Keyoor Purani认为，未接來電是一种“经济且广泛”的通信机制。
在未接來電泛滥的国家，一些电信公司已经意识到未接來電带来的搭便车问题，因为他们无法从其中获利。2005年8月，一家肯尼亚的运营商的估计显示其通信网络上每天有约400万个未接來電。根据2006年的行业数据估算，印度有20%~25%的呼叫属未接来电。2007年，印度移动运营商协会声明将对印度移动网络上的未接來電带来的效应展开研究。
在2007年菲律宾大学迪里曼分校举办的语言会议上，他加禄语从英语“miss call”引入的借词“miskol”当选为“年度词汇”。

## 使用情况

### 社交用途
本质上未接來電传递的信息是经过预先认可和与接听者环境相关的。未接来电可能被用来揭示拨打者的状态，例如告诉接听者他们已到达某一位置，或者快递到货等。但具体到不同的国家，未接來電实际承担着不同的职责。例如在孟加拉国，两次连续的未接來電暗示接听者迟到，而在叙利亚，五次连续未接來電象征着拨打着试图与接听者网上聊天。在另外一些国家，没来得及接电话可能是要机主用语音信箱或直接回拨，从而承担通信费用。
此外，一些单向通信应用程序（例如Yo，知名于只能向收信人发送同名的问候语）也被认为采用了未接來電的上述理念。

### 市场营销和服务
未接来电正逐渐成为移动营销的方式（英：missed call marketing，下称MCM）。MCM商家通常利用运营商可以接收无限量来电和短信息的优势，让消费者拨打一个号码（需等到建立连接再挂断，但无需接通，一般这些号码都配置成建立连接即挂断）。此号码之后将回拨给消费者，提供例如产品信息、打折促销等内容。广告商可以借此建立顾客数据库，以便之后进一步营销。
MCM在印度因应了当地的经济和文化，发挥重要的作用。该国九成以上的手机用户使用预付，功能机尚且常见，农村地区缺乏互联网连接，移动宽频市场十分狭窄。未接来电在当地还有电话银行、电话投票等业务。
一些公司——例如Flashcall、VivaConnect、Zipdial——专精于未接来电业务。Zipdial曾利用未接来电提供板球分数和声援反腐败运动（见下文），之后在2015年被Twitter以超过2000万美元收购。2014年，Facebook称为了开发巴西、印度、印度尼西亚、南非等新兴商场，其将支持连接到未接来电的广告投放。Facebook通过与Zipdial、后来又与VivaConnect合作实现了此服务。
2013年，印度斯坦联合利华为向比哈尔邦等不通互联网的地区宣传，建立了一个名为Kan Khajura Tesan的“广播站”，用未接来电形式播放宝莱坞的娱乐内容，其中植入联合利华的广告。至2015年，其网上广告被浏览了2亿次。联合利华允许其非直接竞争对象在频道上宣传，例如电影《雄狮归来》的一次宣传活动借此获得了1700万次回拨。2014~15年戛纳国际创意节上Kan Khajura Tesan为此获奖。
MCM的营销方式也招致过批评。普拉尼曾警告称，MCM仅仅是“短视的营销骚扰”，“电话营销加重了垃圾邮件问题”且有“把大量电话用户驱离”的风险。高端品牌则视MCM为“不恰当”的营销方式。Flashcall则发现，在美国等智能手机占较大通信份额且无线互联网发达的国家，MCM并未成为成熟的营销方式。

### 社会运动
- 印度公民在2011年反腐败运动（英语：2011 Indian anti-corruption movement）期间可以通过呼叫一个号码的方式（不接通）来表达对安纳·哈扎尔的支持[13][20]。据调查，呼叫次数超出了该运动在Facebook上点赞的次数和在Twitter上转推的次数，达到了450万次[14]。
- 2013年，孟加拉国举行了一次针对网络收费过高的抗议，抗议者同时呼叫数百万次以令通信网络过载（而在如此庞大的同时呼叫次数下电话很难接通）[26][27]。
- 印度的Aam Aadmi党曾在2014年用未接來電的方式进行招募，并成功在不到一个月的时间里招到约70万成员[28]。
- 印度总理莫迪的月度广播节目《Maan Ki Baat》在2016年1月底以一通未接來電揭幕。据政府官员称，自当月31日到2月23日，该节目已收到超过3000万次呼叫，而其中大约2000万次都没有接通[17]。

### 骚扰

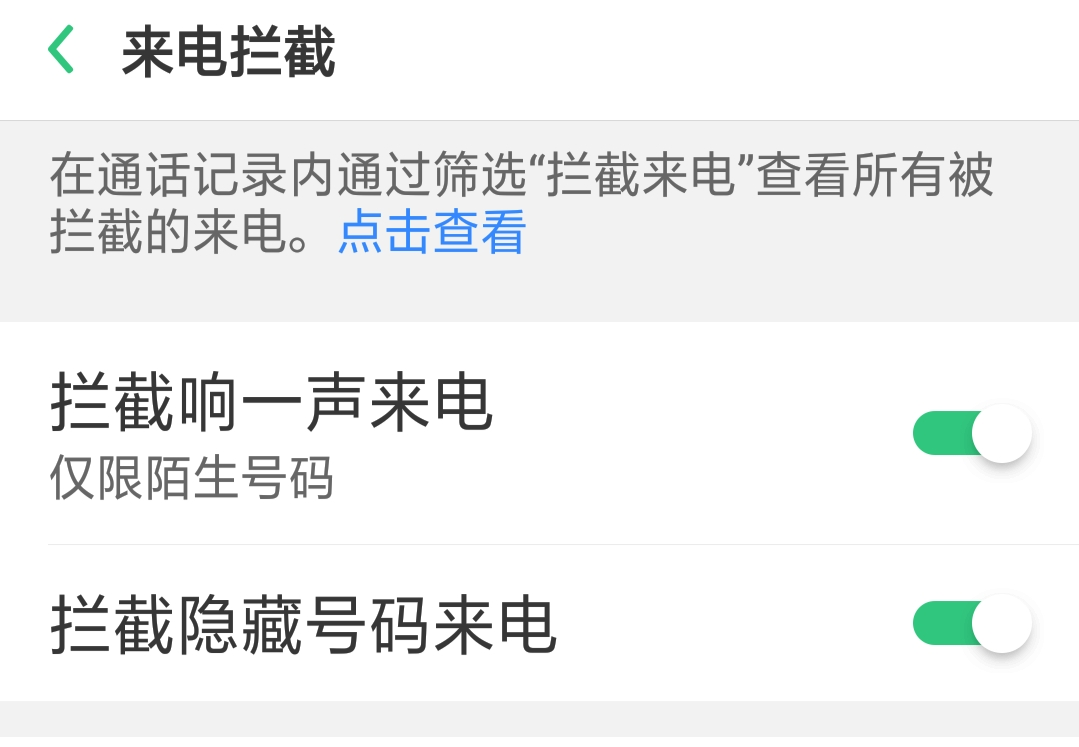
中国大陆生产的Android智能手机上的“拦截响一声来电”功能

未接来电也经常被用于电信诈骗。如在中國大陸，一些诈骗人早期利用声讯号段向众多用户拨打，令对方回拨以产生高额“声讯”费用，或者在被回拨时发布合法或非法广告、进行电信诈骗等活动。这种未接来电在日语中叫做“ワン切り”。中国大陆常称呼这种来电为“响一声来电”，许多移动操作系统和应用程序提供屏蔽此类来电的功能。